# Paragus clausseni
Paragus clausseni är en tvåvingeart som beskrevs av Mutin 1999. Paragus clausseni ingår i släktet stäppblomflugor, och familjen blomflugor. Inga underarter finns listade i Catalogue of Life.